# Cette sacrée gamine
Pour plus de détails, voir Fiche technique et Distribution.
Cette sacrée gamine est un film français réalisé par Michel Boisrond, sorti en 1956. 
C'est le premier film de Michel Boisrond et le treizième de Brigitte Bardot.

## Synopsis
Jean Cléry (Jean Bretonnière) a tout pour être heureux, il a pour compagne la belle Lili (Françoise Fabian) et exerce sa profession de chanteur dans la boîte de nuit de Paul Latour (Bernard Lancret). Malheureusement, ce dernier est dans la ligne de mire de la police qui le soupçonne d'être mêlé à certaines affaires louches. Paul décide de quitter la ville et confie la garde de sa fille Brigitte à Jean. Mais Brigitte qui a été élevée dans un pensionnat de luxe n'est pas le prototype de la petite écolière sage, elle est séduisante et déclenche d'énormes catastrophes sur son passage. Lili regarde ce baby-sitting d'un très mauvais œil, Jean saura-t-il résister au charme de Brigitte ?

## Fiche technique
- Titre original : Cette sacrée gamine (titre alternatif : Melle Pigalle)
- Réalisation : Michel Boisrond
- Scénario : Michel Boisrond et Roger Vadim d'après une idée de Jean Périne
- Dialogues : Roger Vadim
- Assistants-réalisation : Jacques Poitrenaud (1er assistant), Henri Toulout (2e assistant)
- Décors : Jacques Chalvet
- Costumes : Antoine Mayo, Maggy Rouff
- Photographie : Joseph Brun
- Son : Norbert Gernolle, Urbain Loiseau, Jacques Carrère
- Montage : Jacques Mavel
- Musique : Henri Crolla, Hubert Rostaing
- Chansons : paroles d'Henri Crolla, René Denoncin, Hubert Rostaing
- Production : Georges Sénamaud, Albert Mazaleyrat
- Sociétés de production : Les Films Lutétia, SLPF (Société Lyonnaise de Production de Films), SELB Films (Société d'Exploitation Lyon-Bordeaux), SONODIS (Société Nouvelle de Diffusion de Spectacles)
- Distribution : UFA COMACICO
- Pays d'origine :  France
- Langue : français
- Intérieurs : Franstudio de Saint-Maurice (Val-de-Marne)
- Extérieurs : Paris
- Format : couleur (Eastmancolor) — 35 mm — 2.35:1 CinemaScope — son monophonique (Westrex Recording System)
- Genre : comédie, film musical
- Durée : 86 minutes
- Date de sortie : France, 10 avril 1956
- Affiche : Clément Hurel (France)

## Distribution
- Brigitte Bardot : Brigitte Latour
- Jean Bretonnière : Jean Cléry
- Françoise Fabian : Lili Rocher-Villedieu
- Bernard Lancret : Paul Latour
- Marcel Charvey : Louis Dubreuil dit « Milord »
- Raymond Bussières : Jérôme
- Michel Serrault : l'inspecteur Leduc
- Jean Poiret : l'inspecteur Rémy
- Lucien Raimbourg : le vieil inspecteur
- Jean Lefebvre : un copain de Jérôme
- Max Dalban : un copain de Jérôme
- Joe Davray : un copain de Jérôme
- Renée Gardès : la mère de Jérôme
- Roger Saget : le régisseur du music-hall
- Jean Sylvain : le magicien du music-hall
- Madeleine Lambert : la directrice du collège
- Mischa Auer : le prince Igor, pianiste du collège
- Robert Rollis : 1e gendarme au collège
- Jacques Marin : 2e gendarme au collège
- Darry Cowl : le bègue qui apporte la valise
- Mario David : Dédé, un homme de main de Milord
- Guy-Henry : un homme de main de Milord
- Robert Sandrey
- Shozo Awazu : le touriste japonais
- Dany Cintra
- les ballets Ho de Georges Reich